# Lee Jung-hyun
Lee Jung-hyun (Gimje, 7 febbraio 1980) è una cantante e attrice sudcoreana.La traduzione inglese del nome è AVA, in giapponese Hyony.

## Discografia
- 1999: Let's go to my star
- 2000: Peace
- 2001: Magic togo to my star
- 2002: I ♡ natural
- 2003: Summer Party
- 2004: Passion
- 2006: Fantastic girl
- 2006: This is Hyony (ed.giapponese)
- 2008: Love me (ed.cinese)
- 2010: 007th

## Filmografia

### Cinema
- A petal (Ggotip), regia di Jang Sun-woo (1996)

- Mariawa yeoinsuk, regia di Wan Sunwoo (1997)
- Chimhyang, regia di Soo-yong Kim (2000)
- Harpy, regia di Ho-beom Ra (2000)
- Paranmanjang, regia di Chan-kyong Park e Park Chan-wook - cortometraggio (2011)
- L'impero e la gloria - Roaring Currents (Myeong-ryang), regia di Han-min Kim (2014)
- Dubeonhalkka-yo (두번할까요?), regia di Park Yong-jib (2019)
- Peninsula (Train to Busan 2), regia di Yeon Sang-ho (2020)
- Decision to Leave (He-eojil gyeolsim), regia di Park Chan-wook (2022)

### Televisione
- Areumda-un naldeul (Areumdawoon naldeul) – serie TV, 24 episodi (2001)
- Tteotda! Family – serie TV, (2015)
- Chicken Nugget – serie TV, (2024)
- Kiseiju - La zona grigia – miniserie TV, (2024)

## Doppiatrici italiane
Nelle versioni in italiano delle opere in cui ha recitato, Lee Jung-hyun è stata doppiata da:
- Roberta Maraini in Peninsula
- Domitilla D'Amico in Decision to Leave
- Valentina Favazza in Kiseiju - La zona grigia